# توني غرين (لاعب كرة قدم أمريكية)
توني غرين (بالإنجليزية: Tony Green)‏ هو لاعب كرة قدم أمريكية أمريكي، ولد في 26 سبتمبر 1956 في روتشستر في الولايات المتحدة.

## وصلات خارجية
- أنتوني غرين على موقع مرجع كرة القدم المحترفة.كوم (الإنجليزية)